# Lamyra rufipes
Lamyra rufipes är en tvåvingeart som först beskrevs av Fallen 1814.  Lamyra rufipes ingår i släktet Lamyra och familjen rovflugor. Inga underarter finns listade i Catalogue of Life.